# پاشلک آندی
پاشلک آندی (نام علمی: Gallinago jamesoni) نام یک گونه از تیره آبچلیک است.